# Poppo von Krakau
Poppo war Bischof von Krakau im Jahr 1000.
Er wurde erwähnt bei Thietmar von Merseburg beim Akt von Gnesen, als das Bistum Krakau eines der drei Suffraganbistümer des neuen Erzbistums Gnesen wurde. Außerdem wurde er in einer Liste der Krakauer Bischöfe an dritter Position genannt. Weitere Informationen sind zu seiner Person nicht überliefert.
Die Herkunft von Poppo ist unbekannt. Der Name weist auf mögliche Einflüsse aus dem süddeutschen Raum. Es wurde auch eine Identität mit einem gleichnamigen Schüler im Domstift Magdeburg für möglich gehalten.